# Station Rassuen
Station Rassuen is een spoorwegstation in de Franse gemeente Istres.